# Ciprusi vadjuh
A ciprusi vadjuh vagy ciprusi muflon (Ovis gmelini ophion) az emlősök (Mammalia) osztályának párosujjú patások (Artiodactyla) rendjébe, ezen belül a tülkösszarvúak (Bovidae) családjába és a kecskeformák (Caprinae) alcsaládjába tartozó muflon (Ovis gmelini) egyik alfaja.

## Előfordulása és védettsége
Vadon a Tróodosz-hegységben található meg. Ciprus egyik nemzeti állata, a nemzeti légitársaság szimbóluma, és feltűnik a ciprusi euróérméken is.
A ciprusi vadjuh az intenzív vadászatnak és a mezőgazdaság terjedésének következtében a 20. század során majdnem kihalt, a populáció száma néhány tucatra csökkent. A folyamatot sikerült megfordítani: az állomány védelmében meghozott határozott intézkedések hatására a 21. század elején már körülbelül ezer példányt tartottak számon.